# Cover Up (film 1949)
Cover Up è un film del 1949 diretto da Alfred E. Green.
È un film giallo statunitense con William Bendix, Dennis O'Keefe e Barbara Britton.

## Trama
In una piccola cittadina del Midwest durante il periodo natalizio un uomo, Roger Phillips, viene trovato morto dopo essersi sparato un colpo di arma da fuoco. Sam Donovan, un investigatore assicurativo, crede che questo apparente suicidio sia in realtà un omicidio. Purtroppo, nessuno vuole aiutarlo con il caso, in particolare lo sceriffo Larry Best. Quando chiede infatti allo sceriffo gli esami del medico legale, gli viene riferito che questi è andato in ferie. Infine, aiutato da una attraente ragazza del posto, Anita Weatherby, Donovan riesce a rompere il silenzio e a risolvere il caso.

## Produzione
Il film, diretto da Alfred E. Green su una sceneggiatura di Jerome Odlum, Dennis O'Keefe, Francis Swann e Lawrence Kimble, fu prodotto da Ted Nasser per la Strand Productions Il titolo di lavorazione fu Some Rain Must Fall.
Durante la produzione, l'attore protagonista e interprete del ruolo dell'investigatore, Dennis O'Keefe, che aveva partecipato alla redazione della sceneggiatura, ebbe un alterco con i produttori perché questi ultimi avevano deciso di eliminare il riferimento al periodo natalizio dalla sceneggiatura in quanto inappropriato per il soggetto violento del film, ossia l'omicidio, e di spostare l'ambientazione temporale nel periodo primaverile. Alla fine O'Keefe riuscì ad ottenere l'ambientazione natalizia in quanto da lui ritenuta essenziale ai fini del racconto.

## Distribuzione
Il film fu distribuito negli Stati Uniti dal 25 febbraio 1949 al cinema dalla United Artists. È stato poi redistribuito anche con il titolo The Intruder dalla Astor Pictures Corporation nel 1954.
Altre distribuzioni:
- in Danimarca il 26 giugno 1950 (I den 11. time)
- in Portogallo il 14 agosto 1950 (Delito Oculto)
- negli Stati Uniti il 1º ottobre 1954 (redistribuzione)

## Promozione
La tagline è: "Love Is Like Murder... when you're in... you're in deep!".